# 山下政樹
山下 政樹（やました まさき、1966年〈昭和41年〉5月11日 - ）は、日本の政治家。山梨県笛吹市長（3期）。元山梨県議会議員（4期）。

## 来歴
山梨県東八代郡石和町四日市場（現在の笛吹市石和町四日市場）出身。石和町立石和南小学校、石和町立石和中学校、山梨県立石和高等学校（現在の山梨県立笛吹高等学校）卒業。1989年（平成元年）3月、拓殖大学政経学部政治学科卒業。同年4月、富士急行に就職。1993年（平成5年）7月、衆議院議員の堀内光雄の公設秘書となる。
2003年（平成15年）4月の山梨県議会議員選挙に東八代郡選挙区から無所属で出馬し初当選。
2004年（平成16年）10月12日、東八代郡石和町・御坂町・一宮町・八代町・境川村・東山梨郡春日居町の5町1村が合併して笛吹市が発足。2007年（平成19年）の県議選は自由民主党公認で再選。計4期務める。県議時代は党県連の政務調査会長を務めた。
2016年（平成28年）7月末、それぞれ笛吹市長選挙出馬を目論んでいた山下と元市長の荻野正直の会見が笛吹市内で持たれた。二人はともに旧石和地区を地盤に持ち、2012年（平成24年）の市長選で山下は3選を狙う荻野を支援したという経緯があった（荻野は元農林官僚の倉嶋清次に敗れ落選）。両者の対立を避けるために設けられた会見であったが、決裂。同年8月19日、山下は次期笛吹市長選挙へ出馬する意向を正式に表明した。また、表明に先立ち県議会議長に議員辞職願を、自民党県連へ離党届を提出した。
同年10月23日、市長選執行。元市長の荻野正直、現職市長の倉嶋清次ら3候補を破り初当選を果たした。11月14日、市長就任。選挙の結果は以下のとおり。
※当日有権者数：58,230人 最終投票率：62.79%（前回比：-6.06pts）
| 候補者名 | 年齢 | 所属党派 | 新旧別 | 得票数   | 得票率 | 推薦・支持 |
| -------- | ---- | -------- | ------ | -------- | ------ | ---------- |
| 山下政樹 | 50   | 無所属   | 新     | 16,775票 | 46.64% |            |
| 荻野正直 | 71   | 無所属   | 元     | 11,508票 | 32.00% |            |
| 倉嶋清次 | 68   | 無所属   | 現     | 6,847票  | 19.04% |            |
| 岡仁     | 54   | 無所属   | 新     | 836票    | 2.32%  |            |

2020年10月25日の市長選挙で再選。
2024年10月20日、無投票で3選。